# Ray Slijngaard

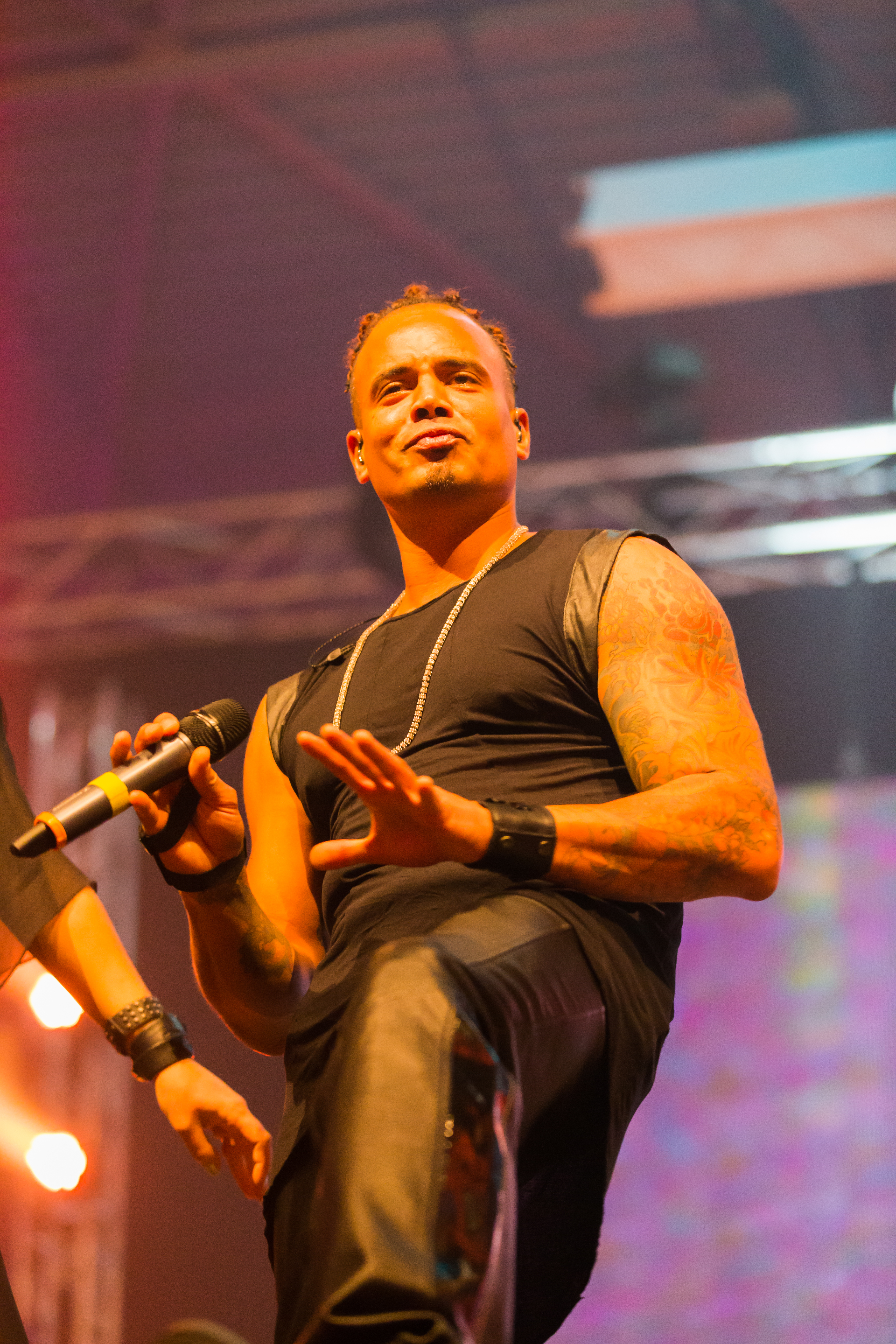
Ray Slijngaard in Mannheim bei der Veranstaltung Sunshine live „Die 90er – Live on Stage“ (2014)

Ray Slijngaard (* 28. Juni 1971 in Amsterdam; geboren als Raymond Lothar Slijngaard) ist ein niederländischer Rapper. Mit der Sängerin Anita Doth bildete er die niederländische Eurodance-Formation 2 Unlimited, die in den 1990er Jahren einige Charterfolge hatte.

## Leben
Slijngaard ist einziges Kind einer niederländischen Mutter und eines Vaters, der aus der früheren niederländischen Kolonie Surinam stammt. Geboren und aufgewachsen in Amsterdam, formierte er sich im März 1991 im Alter von 19 mit Doth, die er aus der Amsterdamer Club-Szene kannte, zu dem Projekt 2 Unlimited. Slijngaard übernahm die Rolle des Rappers, während Doth als Leadsängerin auftrat – eine zu dieser Zeit in der Stilrichtung Eurodance sehr verbreitete Konstellation. Produziert wurde das Duo von den belgischen Produzenten Jean-Paul De Coster und Phil Wilde. Zwischen 1991 und 1996 hatten 2 Unlimited weltweiten Erfolg und zahlreiche Hits.
Nachdem 2 Unlimited sich 1996 aufgelöst hatte, widmete Ray seine Aufmerksamkeit verstärkt seinem Plattenlabel X-Ray Records/Rayvano Productions. Er benannte das Label nach seinem Sohn Rayvano. Im Jahr 1999 schloss er sich mit dem Rapper Marvin D zusammen und gründete die Rap-Gruppe VIP Allstars. Das Duo erzielte jedoch nur mit dem Titel Mamacita nennenswerten Erfolg.
2009 gaben 2 Unlimited ihre Reunion bekannt. Auf der „I Love The 90’s Party“ in Belgien stand Slijngaard nach 13 Jahren wieder gemeinsam mit seiner damaligen Bandkollegin Anita Doth auf der Bühne. Außerdem gab es noch einen weiteren Auftritt am Königinnen-Tag in den Niederlanden, bei dem die beiden die früheren 2-Unlimited-Hits spielten. Da sie die Rechte am Bandnamen „2 Unlimited“ nicht mehr besaßen, traten sie unter dem Namen „Ray & Anita“ auf. Im Januar 2010 erschien die Single In Da Name of Love, ein geplantes Album wurde hingegen nicht mehr umgesetzt.
Ray Slijngaard lebt heute mit seiner Familie hauptsächlich in Niederkrüchten-Elmpt.